# Parco del Castello di Verde
Il parco del Castello di Verde si trova nella frazione di Valverde nel comune di Colli Verdi in provincia di Pavia. Posto sul un rilievo tra la val Tidone e la val di Nizza, nel cuore dell'Oltrepò Pavese, ospita il Giardino delle farfalle.

## Caratteristiche
Istituito con decreto DGR n. 2664 il 15 dicembre 2000 presenta una quantità rilevante di superfici ecotonali, in relazione alle sue dimensioni, che hanno consentito l'insediamento di un'importante avifauna ed entomofauna. L'area possiede un elevato valore paesaggistico, offrendo panorami inaspettati nel contesto territoriale, la presenza del Castello di Verde e della chiesetta dedicata alla Madonna della Neve, fatta erigere dai Malaspina nel XVI secolo. 

## Il giardino delle farfalle
Ai piedi della torre si sviluppa il giardino delle farfalle, regno di rarissimi esemplari di lepidotteri come la maculina del timo, è stato progettato in collaborazione con il Dipartimento di Ecologia dell’Università di Pavia, unico nel suo genere in Lombardia, l'itinerario didattico si svolge per un chilometro, in area attrezzata, la gestione dell'area viene svolta dal Comune in associazione con l'Ente Regionale per i Servizi all'Agricoltura e alle Foreste.
Fa parte del progetto Oltrepò(Bio)diverso che punta sulla biodiversità per promuovere il territorio. Progetto che viene promosso dalla Fondazione per lo Sviluppo dell’Oltrepò Pavese e cofinanziato dalla Fondazione Cariplo, nell’ambito del Programma intersettoriale AttivAree dedicato alla rinascita delle aree interne.

## Accessibiltà
Nell'Oltrepò Pavese è uno dei luoghi sottoposti a un'alta frequentazione, per la facile accessibilità, la disponibilità di parcheggio, l'area attrezzata per pic-nic, la presenza di punti panoramici e di aspetti ambientali significativi. Vi si accede dalla frazione Mombelli di Valverde.